# Zážitky Jeffa Corwina
Zážitky Jeffa Corwina (v anglickém originále The Jeff Corwin Experience) je zábavný vzdělávací americký pořad vysílaný stanicí Animal Planet z let 2001 až 2003. Je uváděn moderátorem a ochráncem přírody Jeffem Corwinem, který v seriálu cestuje po různých zemích a představuje místní zvířata. Během tří let výroby dosáhl seriál 39 jednotlivých epizod, z nichž každá je dlouhá přibližně 45 minut.
Při natáčení seriálu navštívili Corwin a filmový štáb šest ze sedmi kontinentů - všechny kromě Antarktidy. Většina dílů seriálu je však natáčena v tropických zemích a snaží se poukázat na výskyt plazů a obojživelníků. Ačkoliv je seriál vzdělávací, je také vyroben pro zábavu - Jeff si užívá vyprávění vtípků před kamerou, stejně jako parodie na filmy.